# HD 4778
HD 4778 är en ensam stjärna belägen i den norra delen av stjärnbilden Andromeda, som också har variabelbeteckningen GO Andromedae. Den har en genomsnittlig skenbar magnitud av ca 6,13 och är mycket svagt synlig för blotta ögat där ljusföroreningar ej förekommer. Baserat på parallax enligt Gaia Data Release 2 på ca 9,3 mas, beräknas den befinna sig på ett avstånd på ca 350 ljusår (ca 107 parsek) från solen. Den rör sig bort från solen med en heliocentrisk radialhastighet på ca 2 km/s.

## Egenskaper
HD 4778 är en vit till blå stjärna i huvudserien av spektralklass A3 Vp SiSrCrEuKsn. Den är en Ap-stjärna som har kemiska särdrag i dess spektrum från strontium, krom och europium. Den har en massa som är ca 2,2 solmassor, en radie som är ca 2,4 solradier och har ca 35 gånger solens utstrålning av energi från dess fotosfär vid en genomsnittlig effektiv temperatur av ca 9 100 K.
HD 4778 är en variabel stjärna vars magnitud varierar med 0,04 magnitud från medianvärdet på 6,12 med en period på ca 2,55 dygn. Den är en Alfa2 Canum Venaticorum-variabel med ett magnetfält som varierar över intervallet +1 400 till −1 100 Gauss. Denna rotationsmodulerade variabilitet möjliggör direkt bestämning av rotationshastigheten på 2,5616 dagar.